# Kopparberget

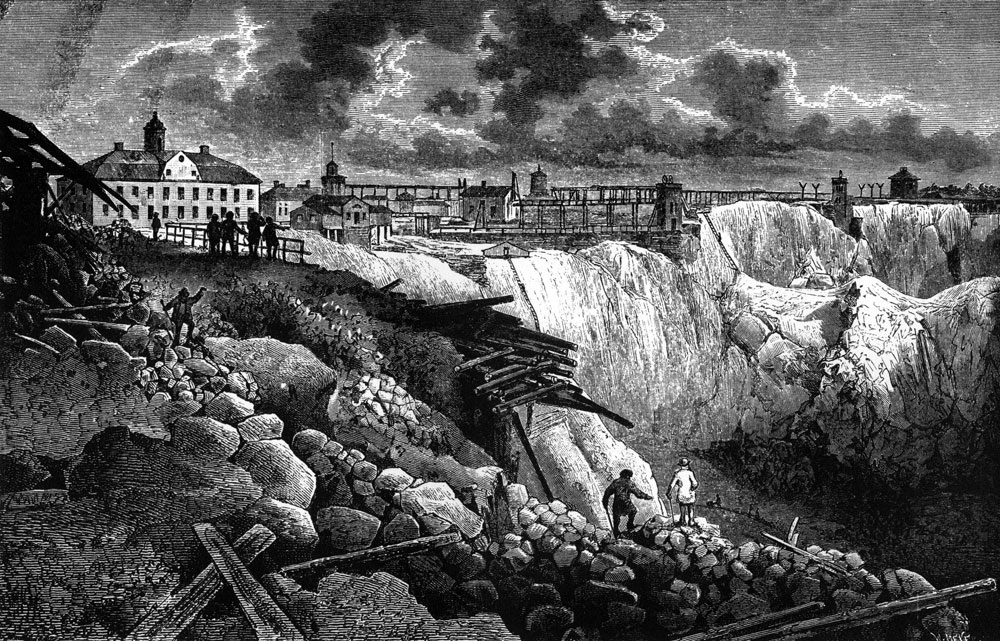
Stöten i Stora Kopparberget, teckning av Carl Svante Hallbeck 1877.

Kopparberget (under medeltiden Tiskasjöberg) är ett äldre namn på Falun och dess koppargruva. Det har gett namn åt Kopparbergs län. Gruvan vid Kopparberget omnämns första gången i bevarade skriftliga källor 1288 och kallas då Tiskasjöberg. Brytningen av malmen hade då pågått åtminstone sedan 1000-talet.
Driftsorganisationen är känd genom kung Magnus Erikssons 17 februari 1347 utfärdade privilegiebrev och en brytningsordning, daterad 19 februari 1360. Berget ägdes efter 1395 helt av kungen som regale och bergsmännen betalade avrad för malmen som bröts. I början av 1500-talet fanns vid berget omkring hundra arbetare varav många hade hamnat där genom bergsfriden (asylrätten) såsom straffångar, lösdrivare och krigsfångar. 
Den senmedeltida kopparproduktionen vid gruvan beräknas till omkring 500–600 skeppund råkoppar per år omkring år 1360 och säkra uppgifter från tullräkenskaper föreligger om runt 2 300 skeppund på 1490-talet. Bergets förvaltning styrdes av en bergsfogde och ett råd av fjorton bergsmän. Inom rådet utsågs två rådmän som fungerade som domare respektive bergmästare. Den äldste kände bergsfogden var Gereka Skiptare som nämns 1351. Under medeltiden sköttes brytningen av bergsmännens gruvdrängar och dagkarlar.
Under 1600-talet börjar det alltmer att kallas Stora Kopparberget för att skiljas från Nya Kopparberget.

## Bergsfogdar
Flera av bergsfogdarna nämns som rådsmedlemmar både före och efter det att de haft uppgiften som fogde. Årtalen nedan hänvisar till de år de är nämnda i bevarade dokument. De följande bergsfogdarna under medeltiden som är kända var:
Gereka Skiptare 1351

Bernt van Kamen 1395

Hans Brännekettil 1439

Jöns Ingemarsson (Hjort af Ornäs) 1441

Erik Bengtsson (Oxenpanne) 1452

Vilkin Olsson 1463

Peder Henriksmåg 1474, 1477

Knut Jönsson i Gamlaberget (Svinhufvudsläkten) 1481, 1484

Hans Olsson (Stierna) 1485

Hans Jeppesson (Simla) (eller Svinhufvud) 1491-1493

Hans Jeppesson i Risholm (Svinhufvud) 1496

Nils Månsson (Svinhufvud) 1498, 1499, 1500

Kristoffer Olsson (bergmästare) (Stjärna) 1502, 1505, 1506

Hans Jeppesson i Risholm (Svinhufvud) 1511, 1513

Måns Nilsson i Aspeboda 1515

Kristoffer Olsson (bergmästare) (Stjärna) 1521

Peder Svensson i Vibberboda 1523

Måns Nilsson i Aspeboda 1521

Erik Hansson i Aspeboda 1526-1528

Jöns Olsson 1529, 1531, 1533

Anders Persson i Kämparvet 1534

Harald Olofsson Befallningsman St. Kopparberget 1626 Bergmästare Nya Kopparberg 1637

## Bergmästare (från 1762 Bergshauptman)[1]
Bergmästare i det andra bergmästardömet Stora Kopparbergs bergslag som bildades 1637. Från 1762 kallades benämndes befattningen som Bergshauptman. Bergmästardömet avvecklades 1869.
- Peder Hansson Bergman 1637-1641
- Gerdt Lohrman 1641-1644
- Hans.Phlip Lybecker 1644-1668
- Olof Larsson 1668-1674
- Daniel Dreffling 1674-1676
- Eric Ersson Häll 1676-1691
- Harald Lybecker 1691-1714
- Johan Angerstein d.y. 1714
- Anders Swab d.ä. 1714-1730
- Samuel Troili 1730-1758
- Per Hedenbladh 1758-1788
- Bernhard Berndtson 1788-1794
- Anders Pihl 1794-1834
- Gustaf Sebastian Tham 1835-1851
- Erik Bergman 1852-1869

## Geschworner (från 1762 Bergmästare)[2]
- Chrisfoffer Kruse 1637-1642
- Matthias Grissbach 1642-1648
- Daniel Deffling 1657-1663
- Eric Ersson Häll  1665-1675
- Claes Depken 1675-1675
- Daniel Svedberg 1675-1691
- Johan Luth 1691-1722
- Samuel Troili 1722-1730
- Erik Stockenström 1730-1738
- Erik Benzelius 1738-1742
- Lars Schultze 1742-1763
- Anders Lundström 1763-1789
- Matthias Eggertz 1789-1794
- Anton Svab 1794-1809
- Clas Wallman 1810-1839